# Hansel

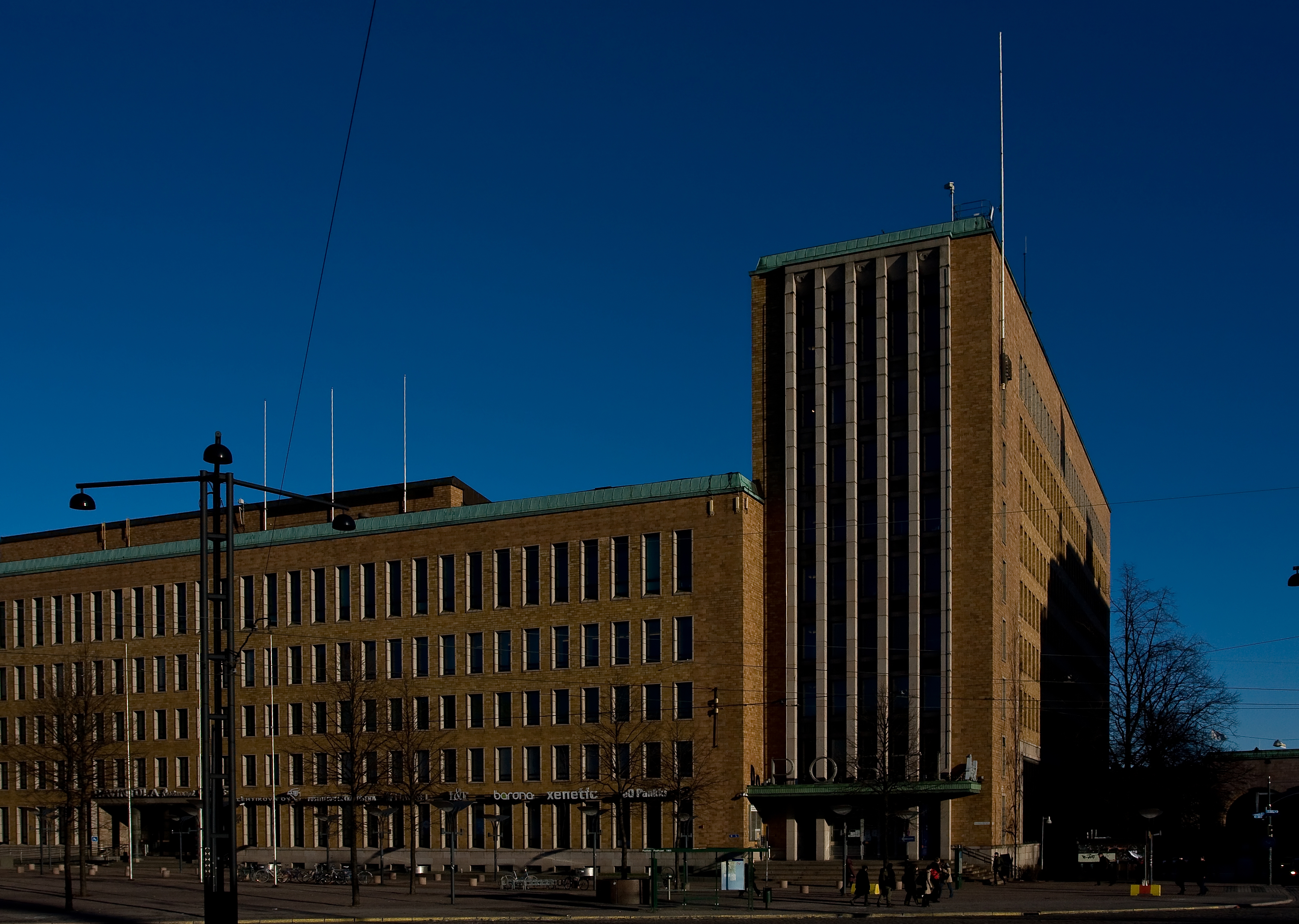
Hansel Ab:s lokaler finns i Posthuset i centrala Helsingfors

Hansel Ab är statens inköpscentral i Finland vars mål är att uppnå inbesparingar för staten genom att konkurrensutsätta och administrera ramavtal gällande tjänster och produkter. Inköpscentralens uppgift och roll har fastställts i lagstiftningen om offentlig upphandling, lagen om Hansel Ab och statens upphandlingsstrategi. Bolagets kunder består av ministerier och ämbetsverk som är underställda dem samt vissa andra statliga enheter.
Bolaget konkurrensutsätter tjänster och varor och upprätthåller ramavtal om dessa. Ett ramavtal är en avtalshelhet som definieras i lagen om offentlig upphandling och som ingås mellan en eller flera leverantörer och den upphandlande enheten. Syftet med arrangemanget är att fastställa villkoren för upphandlingskontrakt som ingås under en viss tidsperiod. Hansel erbjuder sina kunder även konsulteringstjänster beträffande upphandling.
Hansels kunder kan göra upphandlingar utan separat konkurrensutsättning genom att ansluta sig till ramavtal som bolaget administrerar. Samordnade upphandlingar som genomförts via ramavtal inbringar betydande inbesparingar för staten både då det gäller priser och processkostnader för upphandlingar. Utöver ramavtal erbjuder Hansel sina kunder experttjänster inom upphandlingar.
Hansels målsättning är att främja med sin verksamhet upphandlingar av god kvalitet och opartiskt bemötande av leverantörerna under anbudsförfarandena. Hansels mål är också att främja konkurrensen och arrangera anbudstävlingarna så att marknaden fungerar effektivt. Hansel är ett helt statsägt icke vinstdrivande aktiebolag som är underställt finansministeriets ägarstyrning. Bolaget finansierar verksamheten främst genom den serviceavgift som tas ut av leverantörerna och som baserar sig på gjorda upphandlingar. För närvarande kan serviceavgiften uppgå till högst 1,50 procent. Den genomsnittliga serviceavgiften år 2015 var 1,09 procent (1,19 procent år 2014).
Hansel Ab har över 70 ramavtal och ca 380 avtalsleverantörer. Det totala värdet på upphandlingar genom Hansels ramavtal för år 2015 var ca. 700 miljoner euro. Hansels största kunder är försvarsministeriets, undervisnings- och kulturministeriets, inrikesministeriets och finansministeriets förvaltningsområden.

## Hansels största ramavtal
| Ramavtal                 | Upphandling 2015 (M€) | Upphandling 2014 (M€) | Upphandling 2013 (M€) |
| ------------------------ | --------------------- | --------------------- | --------------------- |
| 1. El                    | 76M€                  | 81 M€                 | 90 M€                 |
| 2. Arbetshälsovård       | 61M€                  | 61 M€                 | 65 M€                 |
| 3. IT konsultation       | 47M€                  | 40 M€                 | 31 M€                 |
| 4. Lokalitetstjänster    | 34M€                  | 29 M€                 | 23 M€                 |
| 5. Datorer och tillbehör | 32M€                  | 51 M€                 | 47 M€                 |
| 6. Fordon                | 31M€                  | 26 M€                 | 28 M€                 |
| 7. Reguljärflyg          | 30M€                  | 31 M€                 | 32 M€                 |
| 8. Programvara           | 29M€                  | 29 M€                 | 25 M€                 |
| 9. Kontorsmöbler         | 29M€                  | 25 M€                 | 23 M€                 |
| 10. Bränsle              | 27M€                  | 30 M€                 | 36 M€                 |
| Alla ramavtal totalt     | 697 M€                | 715 M€                | 695 M€                |